# Henri Cartier-Bresson
Henri Cartier Bresson (22 de agosto de 1908-3 de agosto de 2004) fue un fotógrafo francés. Es considerado como el padre del fotorreportaje. Predicó siempre con la idea de atrapar el instante decisivo, versión traducida de sus «imágenes a hurtadillas».
A lo largo de su carrera, tuvo la oportunidad de retratar a personajes como Pablo Picasso, Henri Matisse, Irène Joliot-Curie, C. G. Jung, Édith Piaf, Fidel Castro y Ernesto "Che" Guevara. También cubrió importantes eventos, como la muerte de Gandhi, la guerra civil española, donde filmó el documental sobre el bando republicano Victorie de la vie, la Segunda Guerra Mundial, en la que estuvo en la Unidad de Cine y Fotografía del ejército galo o la entrada triunfal de Mao Zedong a Pekín. Cartier Bresson fue el primer periodista occidental que pudo visitar la Unión Soviética, tras la muerte de Stalin.
Fue cofundador de la Agencia Magnum. Su obra fue expuesta en el parisino museo del Louvre en 1955. Junto a su esposa, la también fotógrafa Martine Frank, creó en 2000 una fundación encargada de reunir sus mejores obras, situada en el barrio parisino de Montparnasse.
En 2003, Heinz Bütler dirigió la película suiza Henri Cartier Bresson: Biographie eines Blicks, documental biográfico interpretado por el propio Cartier-Bresson además de Isabelle Huppert, entre otros.
Para algunos, Cartier Bresson es una figura mítica en la fotografía del siglo XX; uno de sus biógrafos, Pierre Assouline, lo ha llamado «el ojo del siglo».
En 1982, recibió el Premio Internacional de la Fundación Hasselblad.

## Biografía

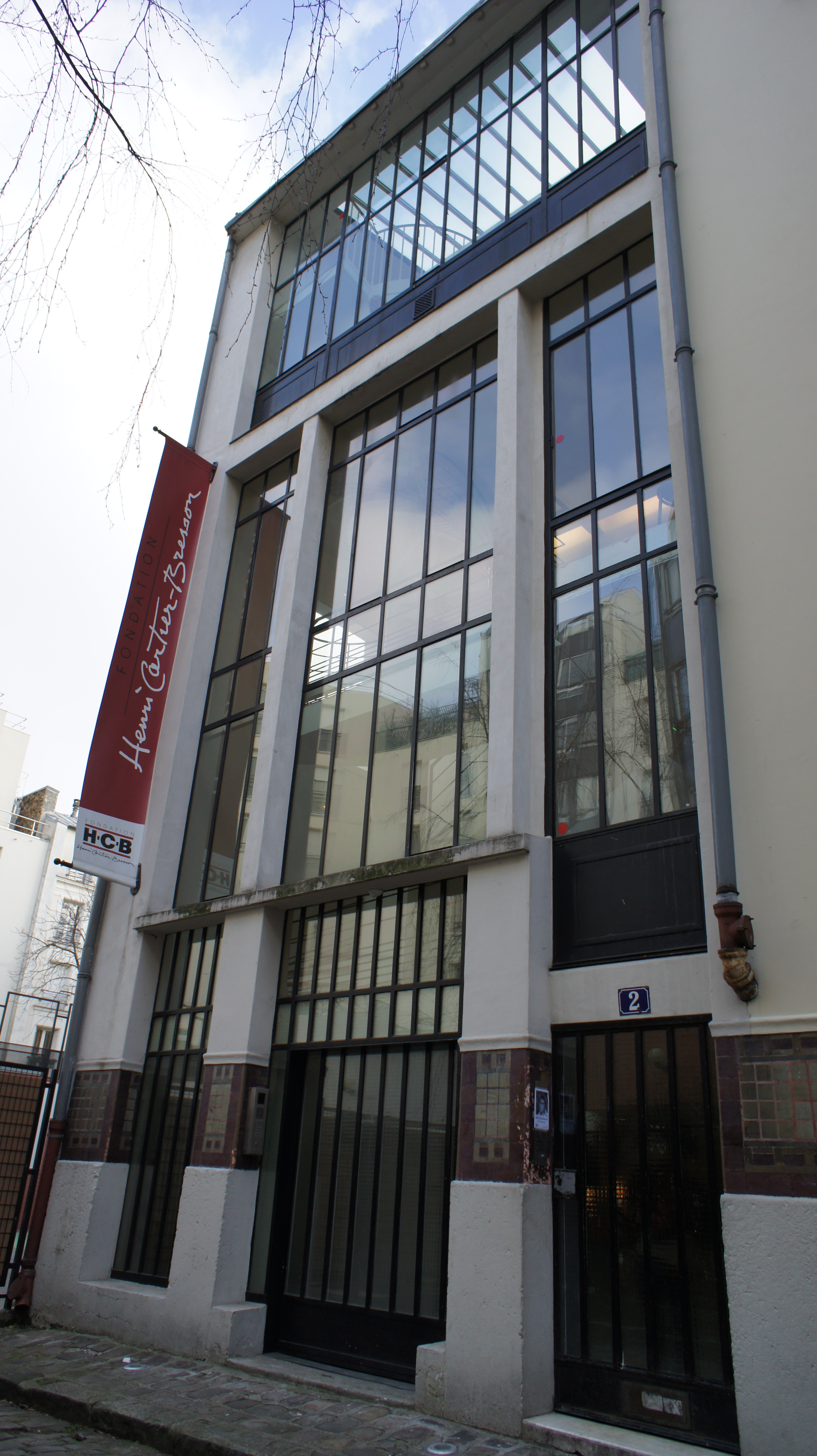
Fundación Henri Cartier-Bresson.

Nació en Chanteloup-en-Brie, en el departamento de Sena y Marne, cerca de París, el 22 de agosto de 1908.
Después de terminar sus estudios de pintura en 1927-1928, a cargo de André Lhote en Montparnasse, y de frecuentar los círculos surrealistas parisinos, decide dedicarse a la fotografía. Se convierte en fotógrafo a sus 23 años en Costa de Marfil, cuando toma sus primeras instantáneas con una cámara Krauss de segunda mano. Publicaría su primer reportaje el año siguiente (1932).
De regreso a Francia, en Marsella, adquirió una cámara Leica, la cual quedaría asociada con su persona. En 1947 cofunda junto a Robert Capa, Bill Vandivert, David Seymour y George Rodger la legendaria Agencia Magnum, y a través de sus viajes por el mundo definiría la fotografía humanista: visitaría así pues, África, México y los Estados Unidos.
En 1936 realizó un documental sobre los hospitales de la España republicana y se convertiría más tarde en el asistente del cineasta Jean Renoir.
Formado en la Escuela nacional superior de Bellas Artes, abandona finalmente la fotografía en 1970 para dedicarse al dibujo. Un año antes de su muerte, en 2003, la Biblioteca Nacional de Francia le dedicaría una exposición retrospectiva, con Robert Delpire como comisario. Estos fondos son los que más tarde servirían para la apertura en el barrio parisino de Montparnasse de la Fundación Henri Cartier-Bresson, que asegura la buena conservación de su obra.
Falleció el 3 de agosto de 2004 en Montjustin, al sureste de Francia.